# Амирбекова, Рита Джамиль кызы
Рита Джамиль кызы Амирбекова (азерб. Rita Cəmil qızı Əmirbəyova; род. 30 августа 1955, Баку) — азербайджанская актриса театра и кино. Заслуженная артистка Азербайджана (1991). Лауреат премии Президента Азербайджана (2006).

## Биография
В 1978 году окончила Азербайджанский институт искусств им. М. А. Алиева, курс Джаннет Селимовой. Работает в Академическом русском драматическом театре им. Самеда Вургуна.

## Роли в театре
- «Жили-были девочки» — Цыпкина
- «Счастье моё» (А. М. Червинского) — Виктория
- «Жестокие игры» (А. Н. Арбузова) — Нелька
- «Зинуля» (А. И. Гельмана) — Зинуля
- «Премьера» (л. Росеба) — Като
- «Шейх санан» (Г.Джавида) — Зохра
- «Хрустальный дворец» (И.Эфендиева) — Лала
- "Трамвай «Желание»(Т.Уильямса — Бланш
- «Западня для одинокого мужчины» (р. Тома) — миссис Корбан
- «Отрава» (Богомольного) — Комезаска
- «Мышеловка» (А.Кристи) — Молли
- «Игра теней» (Ю.Эдлиса) — Клеопатра
- «Тахмина и Заур» (Анара) — Тахмина
- «Три жизни Айседоры Дункан» (З.Сагалова) — Айседора Дункан
- «Семья по-французски» (Ж.Пуаро) — Жена
- «Опасный поворот» (Дж. Пристли) — Олуэн Пилл
- «Бесприданник» (Л.Разумовской) — Маргарита Лучезарная
- «Звезда, любовь и шампанское» (Эльчина) — Она
- «Фархад и Ширин» (Самед Вургун) — Мехин-бану
- «Эти свободные бабочки» (Л.Герша) — Флоренс Бейкер
- «Федра» (Ж.Расина) — Энона

## Фильмография
- 1975 — Если мы вместе — Солмаз
- 1977 — День рождения
- 1989 — Диверсия

## Признание и награды
- Заслуженная артистка Азербайджана (22 мая 1991 года)  — за заслуги в развитии азербайджанского советского театрального искусства[1].
- Лауреат премии Президента Азербайджана (2006)
- Орден «Труд» III степени (17 марта 2021 года) — по случаю 100-летия Азербайджанского государственного русского драматического театра имени Самеда Вургуна за заслуги в развитии театрального искусства в Азербайджане[2]